# Pundungrejo
Pundungrejo is een bestuurslaag in het regentschap Sukoharjo van de provincie Midden-Java, Indonesië. Pundungrejo telt 3056 inwoners (volkstelling 2010).